# Abuna Merkorios
Abuna Merkorios (né le 14 juin 1938 et mort le 3 mars 2022) était le patriarche de l'Église éthiopienne orthodoxe de 1988 à 1991, puis le patriarche de l'Église éthiopienne orthodoxe en exil, puis le co-patriarche de l'Église éthiopienne orthodoxe de 2018 à sa mort. Il a été élu après la mort de Abuna Takla Haymanot en mai 1988.

## Biographie
Connu avant son élévation à l'épiscopat comme Père Ze-Libanos Fanta, il est né dans la petite noblesse de la province de Bégemeder. 
Il a servi de nombreuses années à la cathédrale de la Sainte-Trinité d'Addis Abeba et a été élevé au rang d'évêque par le patriarche Abuna Takla Haymanot en 1976 dans sa province natale de Bégemeder, en prenant le nom de Merkorios. 
Sa proximité avec le régime Derg (il est nommé membre du Shengo en 1987) et les accusations d'avoir gardé le silence pendant la période dite de la Terreur rouge le pousse à abdiquer et partir en exil au Kenya à l'arrivée au pouvoir du Front démocratique révolutionnaire des peuples éthiopiens. 
Paulos Gebre Yohannes le remplace en devenant le primat de l'Église éthiopienne orthodoxe le 5 juillet 1992. Abuna Merkorios annonce de son exil que son abdication avait été faite sous la contrainte, et qu'il était toujours le patriarche légitime de l'Église d'Éthiopie. Plusieurs évêques le suivirent dans l'exil et formèrent un synode indépendant. 
L'Église éthiopienne orthodoxe en exil est alors reconnue par de nombreuses églises éthiopiennes de la diaspora et est présente en Amérique du Nord et en Europe occidentale.
En 2006, Abuna Merkorios vit en exil aux États-Unis. 
En janvier 2007, des nouveaux évêques sont ordonnés par Abuna Merkorios. À la suite de ces ordinations, des excommunications sont émises par les deux synodes (Synode à l'intérieur et Synode en exil).
En 2011, WikiLeaks affirme que l'ancien Premier ministre Tamrat Layne souhaitait aider à la réconciliation des deux Églises. Des négociations ont débuté début 2011. Le Synode en exil insistait pour que Merkorios Abuna soit autorisé à reprendre sa place de patriarche, situation que ni le Synode d'Addis-Abeba, ni le gouvernement éthiopien était disposé à envisager.
Les morts de Paulos Gebre Yohannes et du Premier ministre Meles Zenawi, ainsi que la nomination d’Abune Mathias, ont stoppé les pourparlers de réconciliation.
En juillet 2018, le premier ministre éthiopien Abiy Ahmed, en visite aux États-Unis, annonce un accord entre l’Église orthodoxe officielle, dirigée par le patriarche Abune Mathias, et les communautés chrétiennes de la diaspora fidèles au patriarche Merkorios. L'accord prévoit le retour du patriarche dans son pays où il sera hébergé dans une résidence pour lui, et que désormais l’Église officielle et la diaspora ne formeront plus qu'un seul Synode.